# 国瑞西安金融中心
国瑞西安金融中心是中国陕西省西安市雁塔区西安高新技术产业开发区的摩天大楼，建筑高度为350米，地上75层，为西安市乃至西北地区最高大楼。